# Camptosema spectabile
Camptosema spectabile är en ärtväxtart som först beskrevs av Louis René Tulasne, och fick sitt nu gällande namn av Arturo Erhardo Erardo Burkart. Camptosema spectabile ingår i släktet Camptosema och familjen ärtväxter. Inga underarter finns listade i Catalogue of Life.